# Löbervorstadt
Die Löbervorstadt ist eine der historischen Vorstädte Erfurts und gleichzeitig ein Stadtteil der thüringischen Landeshauptstadt.
Sie ist der flächengrößte Stadtteil der Kernstadt, da der größte Teil des Steigerwalds zur Löbervorstadt gehört. Der Erfurter Stadtwald nimmt zwei Drittel der Stadtteilfläche ein. Die Bebauung liegt an seinem Nordhang und umfasst an der Grenze zur Altstadt große Gründerzeitbauten. In den folgenden 100 Jahren dehnte sie sich nach Süden aus und wurde dort kleinteiliger mit Einfamilienhäusern. So gilt die Löbervorstadt heute als bürgerlicher Stadtteil mit gehobenen Mieten. An der Arnstädter Straße, der Hauptstraße des Stadtteils, befinden sich der Thüringer Landtag und die größten Sportstätten der Stadt, das Steigerwaldstadion und die Gunda-Niemann-Stirnemann-Halle. Mit der Thüringenhalle befinden sich die alte Stadthalle ebenso in der Löbervorstadt wie die meisten Landesministerien und das Sportgymnasium Erfurt.
Der Name Löber leitet sich von den lowern ab, dem Berufsstand der Lohgerber. Diese waren früher in der Löberstraße ansässig, die wiederum ihren Namen auf das Stadttor und von dort auf die davor gelegene Vorstadt übertrug.

## Geografie
Die Löbervorstadt liegt südlich der Altstadt und umfasst den Bereich zwischen der Steigerstraße im Westen, dem Flutgraben im Norden, der Windthorst-/Friedrich-Ebert-Straße im Osten und dem Steigerwald im Süden. Angrenzende Stadtteile sind im Westen die Brühlervorstadt, im Norden die Altstadt, im Osten Daberstedt, im Südosten der Herrenberg und Melchendorf, im Süden jenseits des Steigerwalds die Dörfer Egstedt, Waltersleben, Möbisburg-Rhoda und Bischleben-Stedten sowie Hochheim im Südwesten.
Das Gelände der Löbervorstadt ist hügelig und steigt vom Tal der Gera im Norden nach Süden hin zum Steigerwald an. Der niedrigste Punkt der Gemarkung liegt am Hauptbahnhof in etwa 195 Metern Höhe. Die städtische Bebauung reicht nach Süden hin bis auf etwa 250 Meter Höhe, während der Stunzelberg ganz im Süden der Gemarkung am Waldschlösschen mit 348 Metern der höchste Punkt des Steigerwalds und der Löbervorstadt ist. Westlich der Arnstädter Straße schiebt sich der Steigerwald recht steil nach Norden vor; die Gera tritt hier durch einen schmalen Taldurchbruch ins Erfurter Zentrum ein. Östlich der Arnstädter Straße hat das Schwemmbachtal dagegen eine Mulde gebildet, hinter der sich der Steigerwald erst etwas weiter südlich erhebt. Mit dem Bismarckturm besteht seit 1901 auch ein Aussichtsturm am Nordrand des Steigerwalds.
Früher wurde der heute bebaute Teil der Löbervorstadt landwirtschaftlich genutzt, während der Steigerwald seit alters her als Stadtwald Erfurts diente.

## Viertel
| Viertel (nicht offiziell) | Blockgruppen (offiziell) | Fläche (km²) | Einwohner (2000) | Einwohner (2007) | Einwohner (2015) | Bevölkerungsdichte |
| --- | ------------------------ | ------------ | ---------------- | ---------------- | ---------------- | ------------------ |
| Unteres Dichterviertel (Bahn – Arnstädter Straße – Geibelstraße – Freiligrathstraße – Parkstraße)                                                  | 211 + 212 + 213          | 0,69         | 3.542            | 3.583            | 3.972            | 5.757              |
| Oberes Dichterviertel (Geibelstraße – Arnstädter Straße – Arndtstraße – Waldkasino – Freiligrathstraße)                                            | 214 + 215                | 0,47         | 1.941            | 1.794            | 1.789            | 3.806              |
| Musikviertel (Bahn – Windthorststraße – Johann-Sebastian-Bach-Straße – Arnstädter Straße)                                                          | 221 + 222 + 223          | 0,48         | 4.418            | 4.819            | 4.976            | 10.367             |
| Südpark/Stadion/Tannenwäldchen (Arnstädter Straße – Johann-Sebastian-Bach-Straße – Friedrich-Ebert-Straße – Käthe-Kollwitz-Straße – Seebachstraße) | 224                      | 1,89         | 1.168            | 1.248            | 1.844            | 976                |
| Steigerwald | 231 + 232                | 6,69         | 57               | 42               | 33               | 5                  |

### Unteres Dichterviertel
Im unteren Dichterviertel im Nordwesten der Löbervorstadt sind die Straßen nach berühmten Schriftstellern benannt. Es entstand nach der Entfestigung Erfurts als bürgerliches Viertel für Beamte und Industrielle mit einzeln stehenden Villen und Mietshäusern. Begünstigt wurde es durch seine reizvolle Lage am Steigerwald mit verhältnismäßig sauberer Luft. Nach dem Ersten Weltkrieg setzte sich die Bautätigkeit im Süden des Viertels fort, es entstanden Ein- und Zweifamilienhäuser in durchgrünten Straßen. Städtebaulich gestaltet wurde der Hopfenberg, ein Hügelvorsprung durch die Anlage der Puschkinstraße als Sichtachse zum Dom. Auf dem Hopfenberg entstand eine Ausflugsgaststätte, die Ziel der Spaziergänge der Stadtbevölkerung war und ist.
Im Norden des Viertels wurden entlang der Gera weitere Promenadenwege und Parkanlagen geschaffen. Neben einem Denkmal für den Oberbürgermeister Richard Breslau von 1912 an der Löberstraße befindet sich in diesem Park auch die Thomaskirche. Der neugotische Bau von 1902 ist die evangelische Pfarrkirche des Stadtteils. Ihr gegenüber liegen die Friedrich-Schiller-Regelschule und die Grundschule am Steigerwald. Ebenfalls in der Schillerstraße steht das ehemalige Landesarbeitsamt Mitteldeutschlands, ein Bauhausbau von 1930, errichtet durch Johannes Klass. Ihm gegenüber liegt das alte Innenministerium, ein großer Gründerzeitbau, zu Wohnungen umgebaut wurde. An der Arnstädter Straße liegt im Viertel die Thüringen-Niederlassung der Treuhandliegenschaftsgesellschaft. Ihr Gebäude wurde 1958 im Stil der sozialistischen Moderne als Verwaltungssitz des Kombinats Kali, das die Salzproduktion der DDR durchführte, errichtet. Daneben befindet sich das Heinrich-Mann-Gymnasium im Schulgebäude von 1930. Auf der Ecke der Arnstädter Straße zur Viktor-Scheffel-Straße steht eine der ältesten noch in Betrieb befindlichen Tankstellen Deutschlands, errichtet 1930 in Stilformen des Bauhauses, ebenfalls durch Johannes Klass. Daneben liegt der Sitz der IHK Erfurt im Gebäude der ehemaligen Bezirksjugendschule.

### Oberes Dichterviertel
Das obere Dichterviertel im Südwesten entstand im mittleren Drittel des 20. Jahrhunderts als Wohngebiet mit Einfamilien- und Doppelhäusern von Beamten und Angestellten. Es dominieren kleine Häuser und viel Grün. Am Waldrand im Süden des Viertels liegt das Waldkasino, eine traditionsreiche Ausflugsgaststätte mit einem Rundblick über die Stadt. Auf der anderen Seite der Martin-Andersen-Nexö-Straße liegen die städtischen Tennisplätze, auf denen der Erfurter TC Rot-Weiß in der 1. Bundesliga Tennis spielt. Östlich liegt eine große Brachfläche, auf der bis zur Jahrtausendwende ein Werk der Schuhfabrik Lingel, zur DDR-Zeit Schuhfabrik Paul Schäfer, stand. Sie war eines der größten Unternehmen Erfurts im ausgehenden 19. und im 20. Jahrhundert und wurde nach der Wiedervereinigung geschlossen.

### Musikviertel

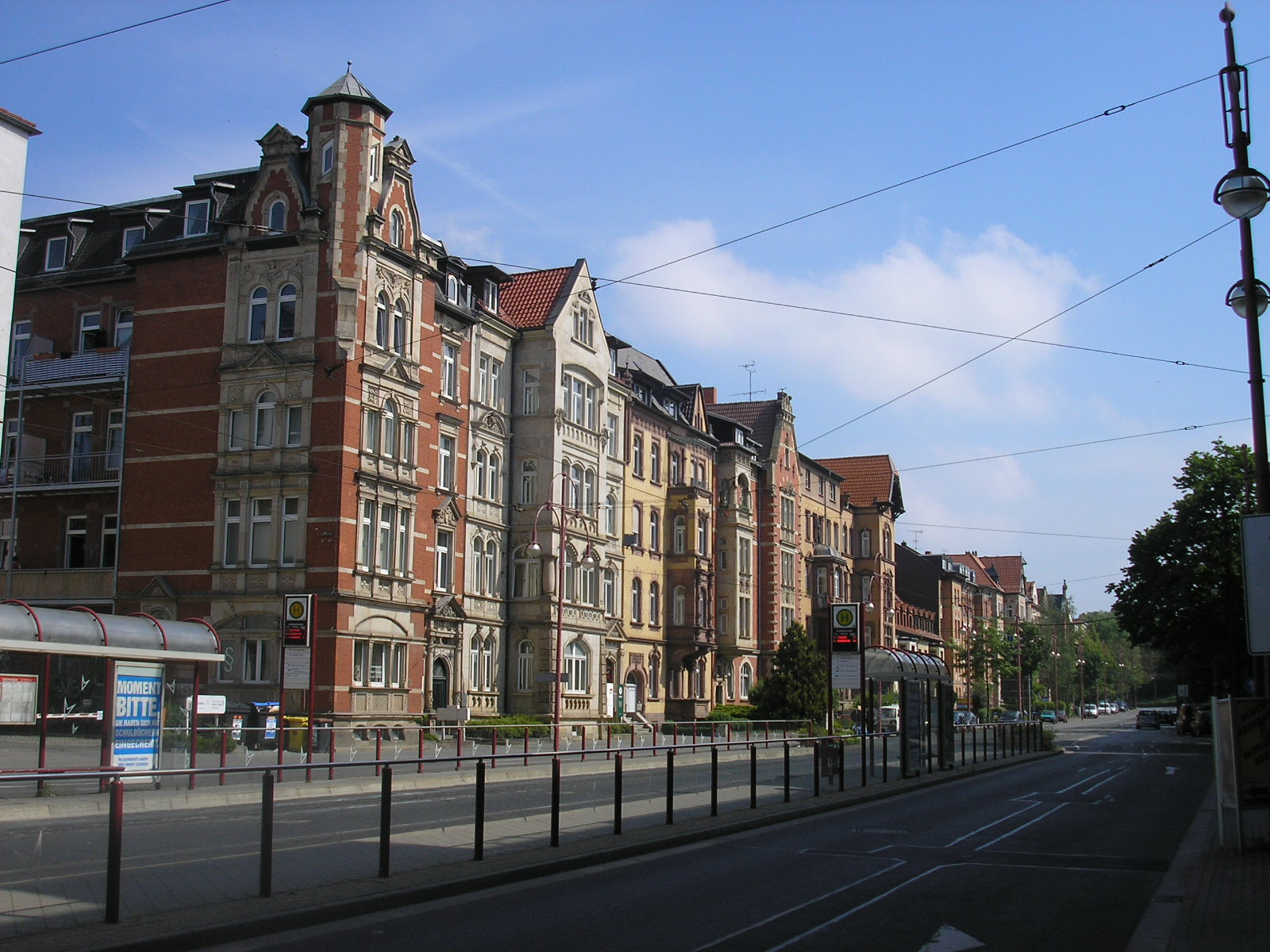
In der Schillerstraße (Musikviertel)

Das Musikviertel ist das am dichtesten bebaute Viertel der Löbervorstadt. Es liegt im Nordosten und ist von großen, teils einzeln stehenden Mietshäusern der Zeit zwischen 1880 und 1910 geprägt. Hier sind die Straßen nach bedeutenden Komponisten benannt. Auf der Daberstedter Schanze, die vorher Teil der Stadtbefestigung war, entstand kurz vor dem Ersten Weltkrieg der Stadtpark. Er ist relativ klein und wird durch die monumentale, neoklassizistische Freitreppe zum Hauptbahnhof hin dominiert. Auch auf der anderen Seite der Schillerstraße erstreckt sich ein Park entlang der Gera am Nordrand des Musikviertels. Westlich des Stadtparks liegt das Gelände der ehemaligen Braugold-Brauerei (1888–2010).
Die bedeutendste Einrichtung im Musikviertel ist der Thüringer Landtag mit dem Fraktionsgebäude von 1939 an der Arnstädter Straße, dem Hochhaus an der Johann-Sebastian-Bach-Straße von 1951 und dem neuen Plenarsaal dazwischen von 2003. Hinter dem Landtag liegt der Beethovenplatz als Grünfläche vor dem Monumentalbau des Landwirtschaftsministeriums. Er wurde 1929 im Stil des Neoklassizismus als Sitz der Oberpostdirektion errichtet und verfügt über eine insgesamt 150 Meter lange Fassade.

### Südliche Löbervorstadt
Südlich der Johann-Sebastian-Bach-Straße liegt ein städtischer Bereich, der nicht als Wohngebiet dient. Hier finden sich zahlreiche für Stadt und Region bedeutende Einrichtungen. So liegt an der Mozartallee das Sportzentrum Erfurts. Dazu gehören das Steigerwaldstadion, in dem der FC Rot-Weiß Erfurt seine Heimspiele austrägt, die Gunda-Niemann-Stirnemann-Halle, in der 2002 Europameisterschaften im Eisschnelllauf stattfanden, die Südschwimmhalle und das Sportgymnasium Pierre de Coubertin, das bereits mehrere Olympiasieger hervorgebracht hat. Auf der Ostseite der Mozartallee liegt der Südpark, der aus dem 1978 geschlossenen Südfriedhof hervorging.
Südlich des Sportkomplexes liegen entlang der Werner-Seelenbinder-Straße weitere bedeutende Einrichtungen. Am Beginn steht das Haus des Thüringer Sports, Sitz des Landessportbunds, das im 19. Jahrhundert als Schützenhaus errichtet wurde. Daneben steht die Thüringenhalle von 1940, die bis zur Eröffnung der Messehalle die größte Halle der Stadt war. An sie grenzt der Friedhof der jüdischen Landesgemeinde Thüringens von 1871. Es folgt ein Gebäudekomplex der Landesregierung, in dem die meisten Ministerien untergebracht sind. Er entstand zum größten Teil zwischen 1994 und 2001 für das wiedergegründete Bundesland, unter Einbeziehung der Gebäude des früheren Garnisonslazaretts aus der Mitte der 1930er Jahre. Im Osten an der Kranichfelder Straße befindet sich die Löberfeld-Kaserne der Bundeswehr. Südlich dieser Gebäude liegen noch einige Gartenanlagen am Rand des Steigerwalds und die Berg-Kaserne der Bundeswehr, die bereits von Wald umgeben ist. Hier steht auch der Bismarckturm, ein Aussichtsturm von 1901.

## Einwohnerentwicklung
Die Einwohnerzahl der Löbervorstadt lag 1990 bei rund 13.000. Bis zum Jahr 1997 folgte ein Rückgang der Zahl um ein Fünftel auf 10.500. Hauptgrund war die schlechte Wohnsituation in den unsanierten Altbauvierteln, die oftmals nicht über Badezimmer und Zentralheizungsanlagen verfügten. Ziele der Fortziehenden waren vor allem andere Stadtteile Erfurts, besonders die wachsenden dörflichen Vororte (starke Suburbanisierungswelle während der 1990er-Jahre), einige kehrten der Stadt auf Grund der schlechten wirtschaftlichen Situation aber auch ganz den Rücken. Die Sanierungsmaßnahmen an der Bausubstanz begannen bereits kurze Zeit nach der Wiedervereinigung und haben im Jahr 2009 einen relativ hohen Flächendeckungsgrad erreicht. Allerdings gibt es auch noch leerstehende, unsanierte Gebäude, beispielsweise den großen ehemaligen Verwaltungskomplex am Kaffeetrichter, der jedoch nun auch hochwertig saniert wird und mit dem rechtskräftigen Bebauungsplan LOV 577 beplant wurde. Die Eigenheimsiedlungen im Süden der Löbervorstadt blieben von diesen Umschichtungsprozessen weitgehend unberührt.
Eine Gebäudezählung im Jahr 2006 ergab, dass es in der Löbervorstadt 1454 Gebäude gibt, in denen sich 5711 Wohnungen befanden, von denen wiederum 566 oder 10 % leer standen. Bis zum Jahr 2009 sank die Anzahl der Wohnungen auf 5613 (beispielsweise durch Umwandlung zu Geschäftsräumen oder Zusammenlegung), während die Gebäudezahl bei 1452 nahezu konstant blieb und der Leerstand auf 514 Wohnungen (9,2 %) zurückging.
Seit 1997 wächst die Bevölkerung der Löbervorstadt langsam wieder an, wobei sich das Wachstum auf die gründerzeitlichen Viertel im Norden beschränkt. Der Geburtensaldo ist zwar negativ, jedoch wird er durch einen positiven Wanderungssaldo ausgeglichen. In dem als gutbürgerlich geltenden Stadtteil mit hohen Mieten stellen die 35-bis-55-Jährigen die größte Bevölkerungsgruppe bei einem Durchschnittsalter von 44 Jahren. In Zukunft kann die Einwohnerzahl der Löbervorstadt noch ein wenig steigen, wenn leerstehende Gebäude saniert und bezogen werden. Der Neubau von Wohngebäuden dürfte sich auf Grund geografischer Begebenheiten schwierig gestalten, so stehen keine dafür geeigneten Flächen zur Verfügung. Ein Wiedererreichen der Bevölkerungszahl von 1990 ist eher unwahrscheinlich, da der benötigte Wohnraum pro Kopf heute wesentlich höher liegt, als 1990 und zu DDR-Zeiten, was dazu führt, dass heute in einer gleich groß gebliebenen Wohnung weniger Menschen wohnen, als früher. Zusätzlich wurden insbesondere in der Löbervorstadt Wohnflächen zu Geschäftsflächen umgewandelt, weshalb auch absolut etwas weniger Wohnraum zur Verfügung steht, als 1990. Im Jahr 2010 lebten in der Löbervorstadt 224 Ausländer, was einem Anteil von 1,9 % entspricht und damit unter dem Stadtdurchschnitt von 3,3 % liegt. Außerdem ist die Löbervorstadt der Stadtteil mit den meisten Zweitwohnsitzen: knapp 500 Personen verfügen hier über einen Nebenwohnsitz, vor allem Wochenpendler aus Politik, Wirtschaft, Verwaltung und Wissenschaft. In den anderen Stadtteilen gibt es aufgrund der erhobenen Zweitwohnungsteuer deutlich weniger Nebenwohnsitze.
Daten der Stadtverwaltung Erfurt, jeweils zum 31. Dezember.
| Jahr | Einwohnerzahl | Entwicklung (1990 = 100 %) | Entwicklung Erfurt (1990 = 100 %) |
| ---- | ------------- | -------------------------- | --------------------------------- |
| 1990 | 13.370        | 100,0                      | 100,0                             |
| 1995 | 11.022        | 82,4                       | 93,4                              |
| 1996 | 10.564        | 79,0                       | 91,9                              |
| 1997 | 10.476        | 78,4                       | 90,6                              |
| 1998 | 10.823        | 80,9                       | 89,3                              |
| 1999 | 10.901        | 81,5                       | 88,0                              |
| 2000 | 11.127        | 83,2                       | 87,6                              |
| 2001 | 11.145        | 83,4                       | 87,4                              |
| 2002 | 11.185        | 83,7                       | 87,2                              |
| 2003 | 11.326        | 84,7                       | 88,0                              |
| 2004 | 11.349        | 84,9                       | 88,4                              |
| 2005 | 11.384        | 85,1                       | 88,5                              |
| 2006 | 11.426        | 85,5                       | 88,4                              |
| 2007 | 11.486        | 85,9                       | 88,5                              |
| 2008 | 11.544        | 86,3                       | 88,5                              |
| 2009 | 11.505        | 86,1                       | 88,8                              |
| 2010 | 11.623        | 86,9                       | 89,2                              |
| 2011 | 11.881        | 88,9                       | 89,8                              |
| 2012 | 11.991        | 89,7                       | 90,4                              |
| 2013 | 12.081        | 90,4                       | 91,1                              |
| 2014 | 12.123        | 90,7                       | 91,7                              |
| 2015 | 12.614        | 94,3                       | 93,3                              |
| 2016 | 12.429        | 93,0                       | 93,9                              |

## Wirtschaft und Verkehr
Während der Norden und Westen der Löbervorstadt nahezu reine Wohngebiete sind, gibt es in den Verwaltungseinrichtungen entlang der Arnstädter Straße und im Süden zahlreiche gut bezahlte Arbeitsplätze. Deshalb gibt es viele Pendler, die zur Arbeit in die Löbervorstadt fahren. Gegenüber den Dienstleistern ist die Industrie (mit der Schuhfabrik) nach 1990 vollständig verschwunden. Auch die Bedeutung des Militärs als Arbeitgeber hat gegenüber früheren Zeiten abgenommen, war die Löbervorstadt doch zeitweise einer der bedeutendsten Kasernenstandorte Mitteldeutschlands.
Die Hauptverkehrsstraßen der Löbervorstadt sind die Schillerstraße in Ost-West-Richtung und die Arnstädter Straße in Nord-Süd-Richtung. Sie treffen sich am Kaffeetrichter, einem zentralen Verkehrsknotenpunkt des Viertels. Auf dem Stadtring verlaufen hier die Bundesstraße 4 und die Bundesstraße 7. Die Bundesstraße 4 führt in der Löbervorstadt über den Steigerwald hinweg und ist als Autobahnzubringer zur Bundesautobahn 4 von Bedeutung. Weitere wichtige Verbindungsstraßen sind die Johann-Sebastian-Bach-Straße und die Werner-Seelenbinder-Straße. An den öffentlichen Verkehr ist die Löbervorstadt über die Linien 1, 3, 4 und 6 der Straßenbahn Erfurt angebunden. Die Linie 1 fährt auf der Arnstädter Straße zur Thüringenhalle, die Linie 6 auf der Schillerstraße zur Steigerstraße und die Linien 3 und 4 führen an der Windthorst-/Friedrich-Ebert-Straße im Osten des Stadtteils entlang. Auch der Hauptbahnhof liegt an der Grenze zum Stadtteil im Nordosten. Seine westliche Zufahrt, die Thüringer Bahn, durchquert auch den Stadtteil, allerdings ohne Halt. Der Gera-Radweg führt ebenfalls durch die Löbervorstadt.

## Politik und Wahlen
Da die Löbervorstadt zwar einen Stadtteil, nicht aber einen Ortsteil nach § 45 der Thüringer Kommunalordnung bildet, gibt es für sie keine politischen Gremien wie Ortsteilrat oder Ortsteilbürgermeister.
Die Löbervorstadt ist Teil des Landtagswahlkreises Erfurt III, für den Marion Walsmann (CDU) im sechsten Thüringer Landtag sitzt. Sie erhielt im Stadtteil 33,8 % der Stimmen. Die Löbervorstadt gilt als eher bürgerlicher Stadtteil mit einem hohen Anteil an älteren, gutverdienenden Einwohnern. Deshalb sind hier sowohl die Wahlbeteiligung als auch die Ergebnisse von CDU, Grünen und FDP etwas höher als im Stadtdurchschnitt. Demgegenüber liegt die SPD im Durchschnitt, und Die Linke schneidet unterdurchschnittlich ab.
| Partei          | Stadtrat 2009 | Landtag 2009 | Bundestag 2009 | Europa 2009 |
| --------------- | ------------- | ------------ | -------------- | ----------- |
| Wahlbeteiligung | 46,3          | 53,6         | 58,9           | 46,4        |
| CDU             | 22,1          | 26,7         | 36,6           | 25,5        |
| Die Linke       | 13,8          | 21,2         | 18,0           | 18,8        |
| SPD             | 34,9          | 21,4         | 18,2           | 19,7        |
| Grüne           | 13,1          | 16,2         | 11,4           | 15,5        |
| FDP             | 6,2           | 8,8          | 3,6            | 8,4         |

## Galerie

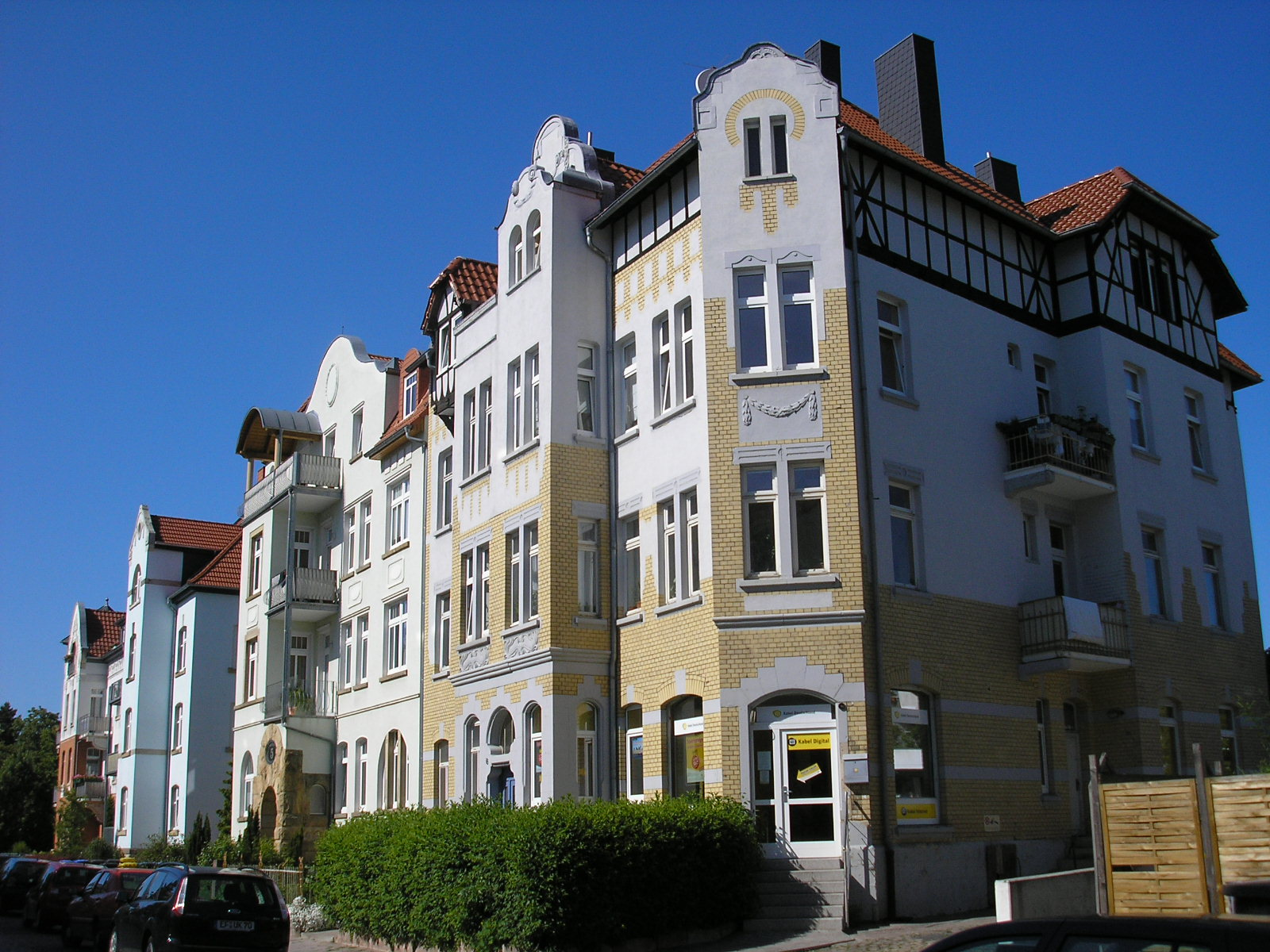
Am Stadtpark (Musikviertel)
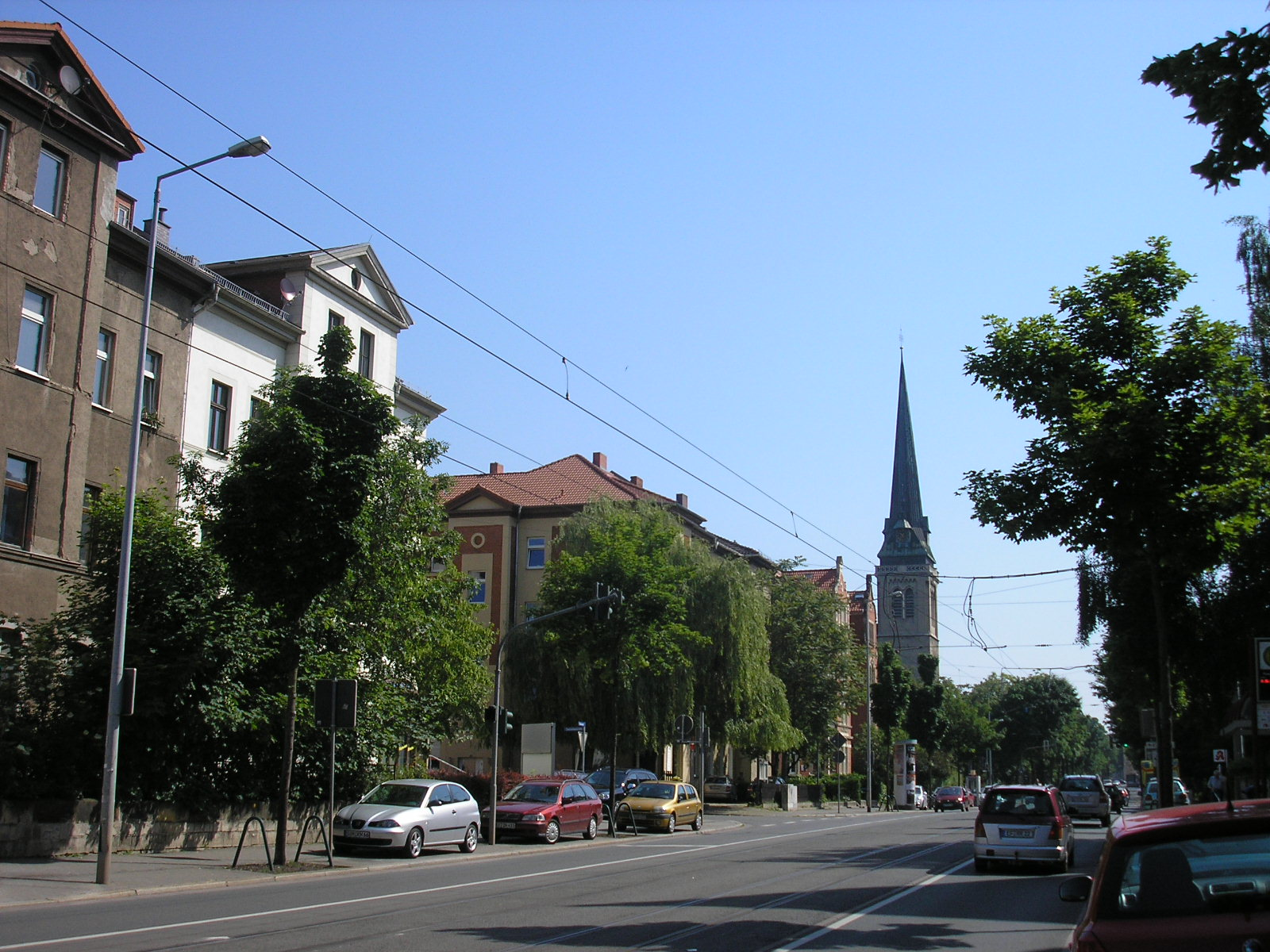
Die Schillerstraße im Unteren Dichterviertel mit der Thomaskirche
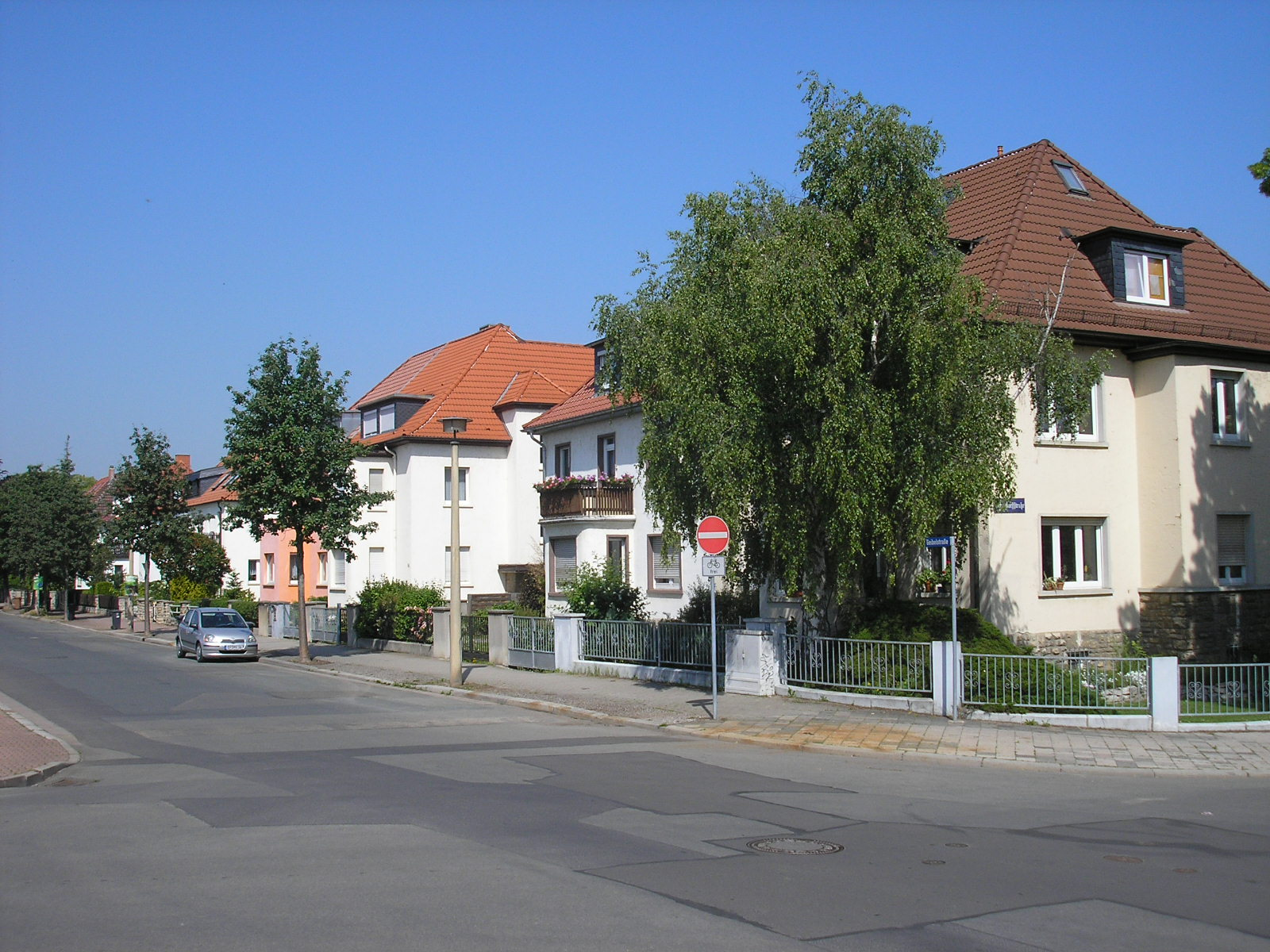
Eigenheime prägen das Obere Dichterviertel wie hier an der Eichendorffstraße/Geibelstraße
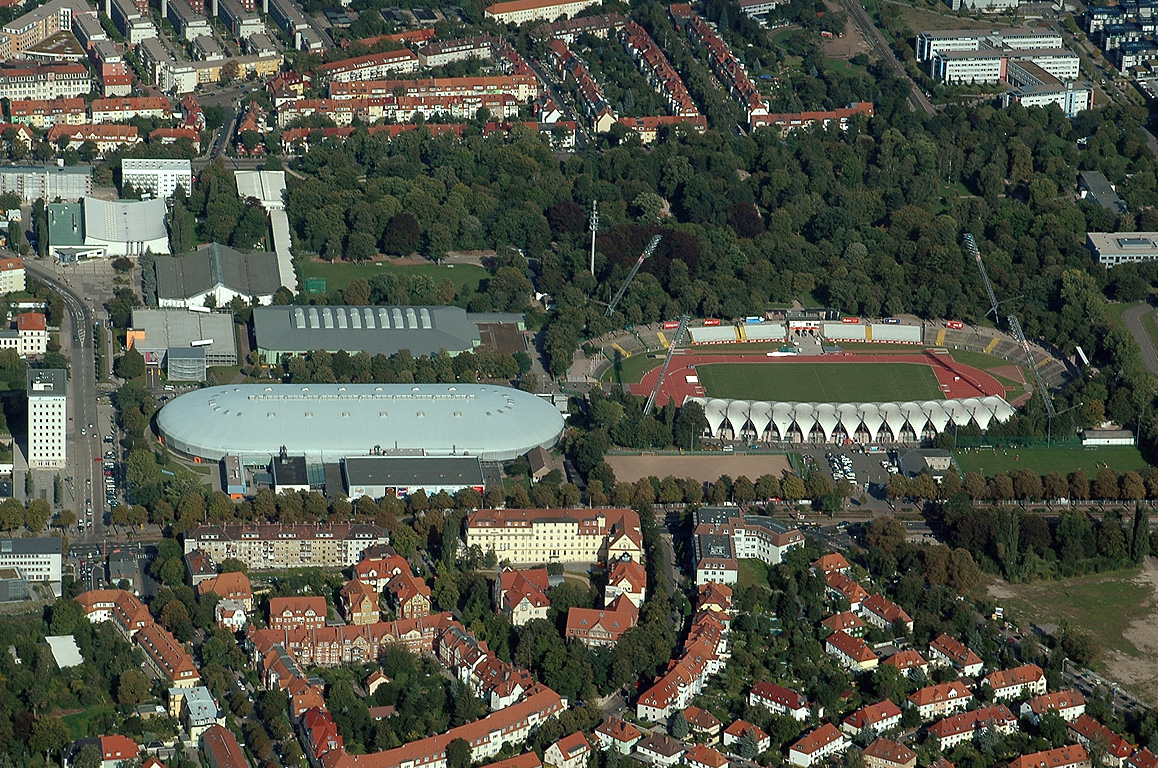
Gunda-Niemann-Stirnemann-Halle und Steigerwaldstadion
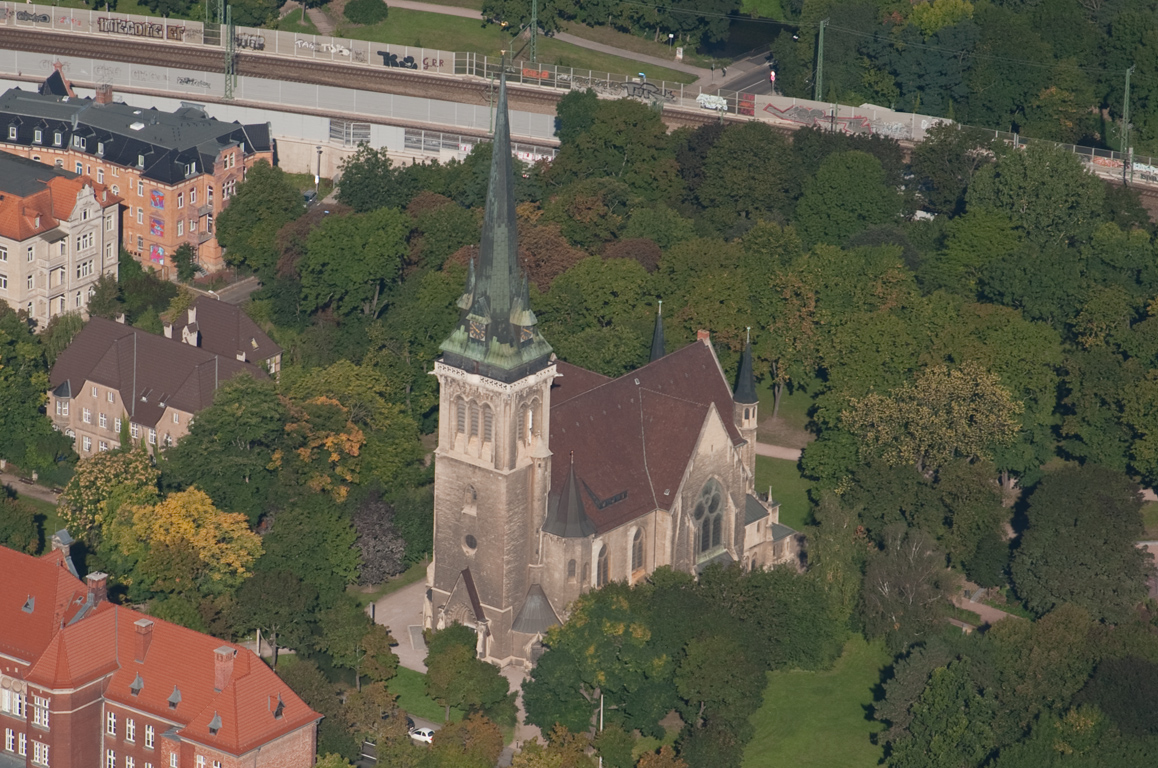
Luftbild der Thomaskirche
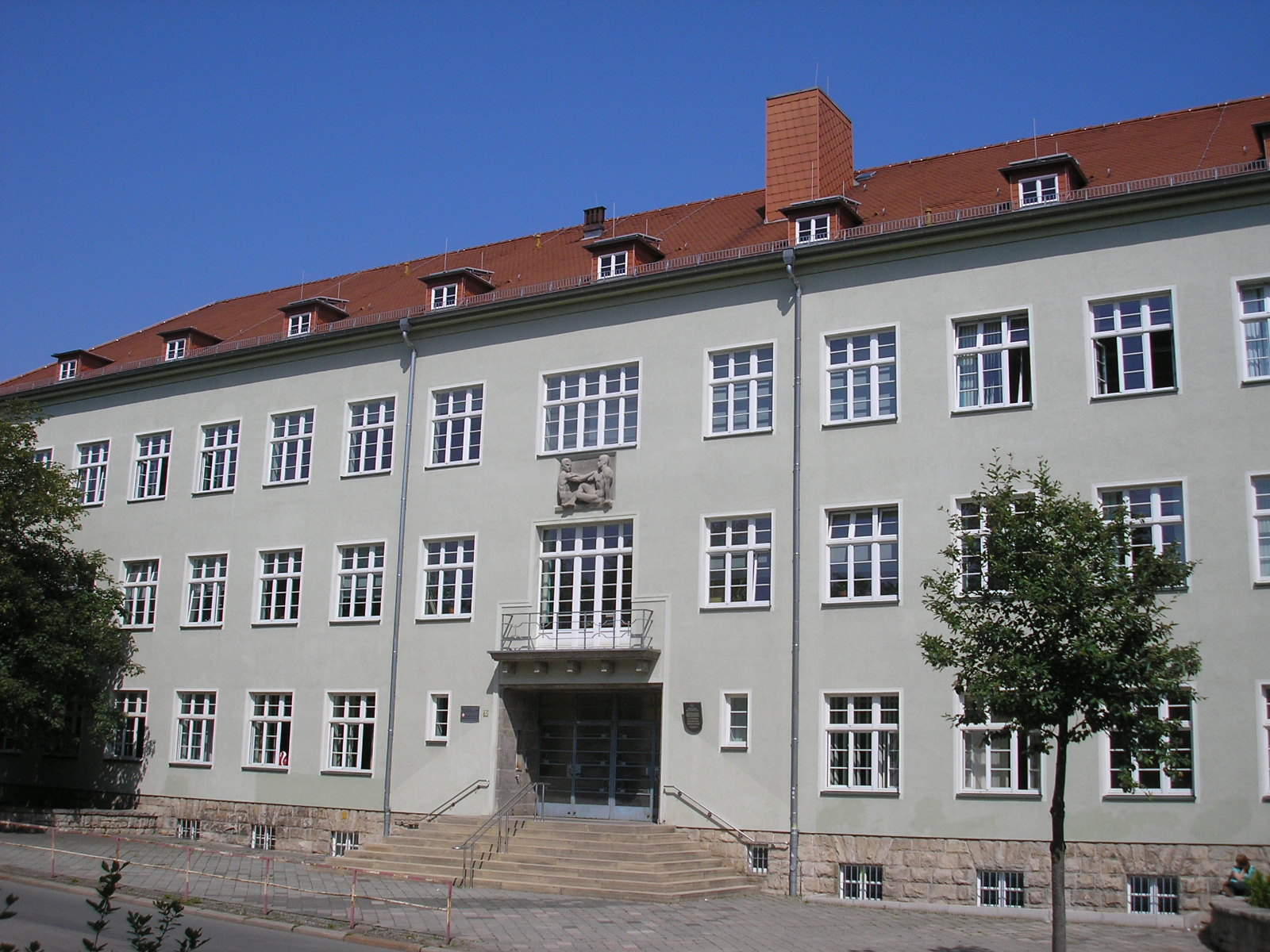
Heinrich-Mann-Gymnasium
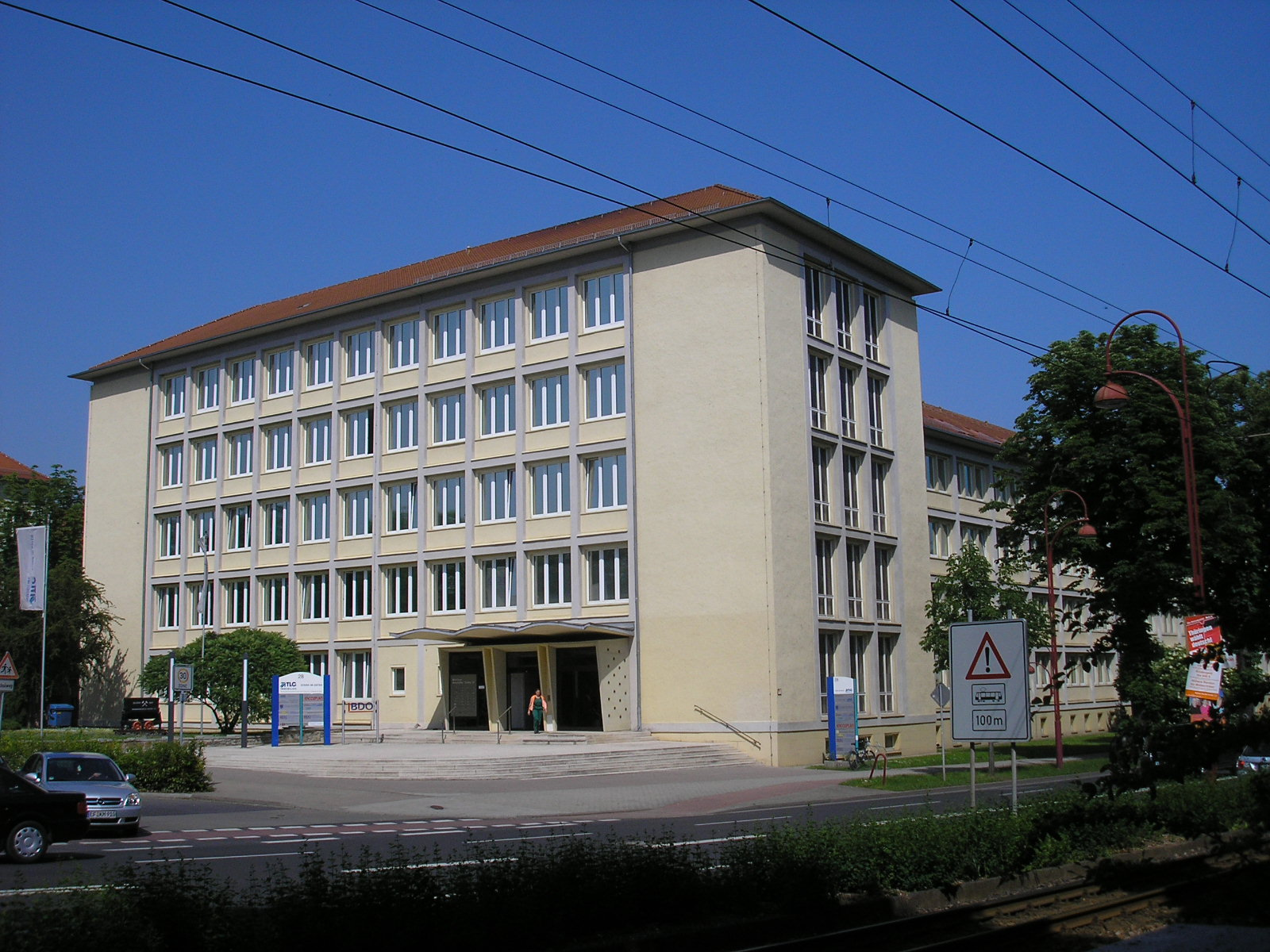
Gebäude der TLG
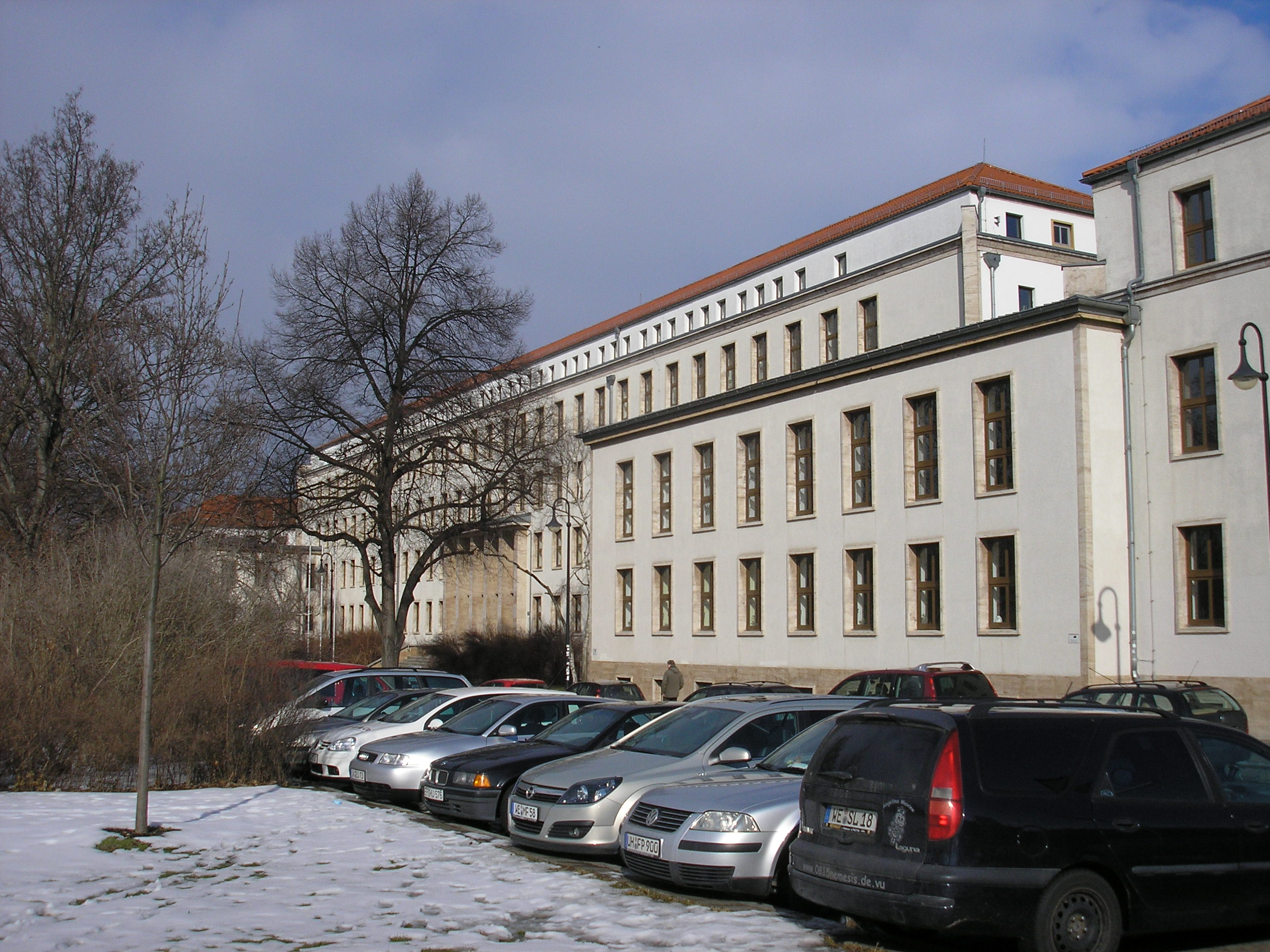
Landwirtschaftsministerium
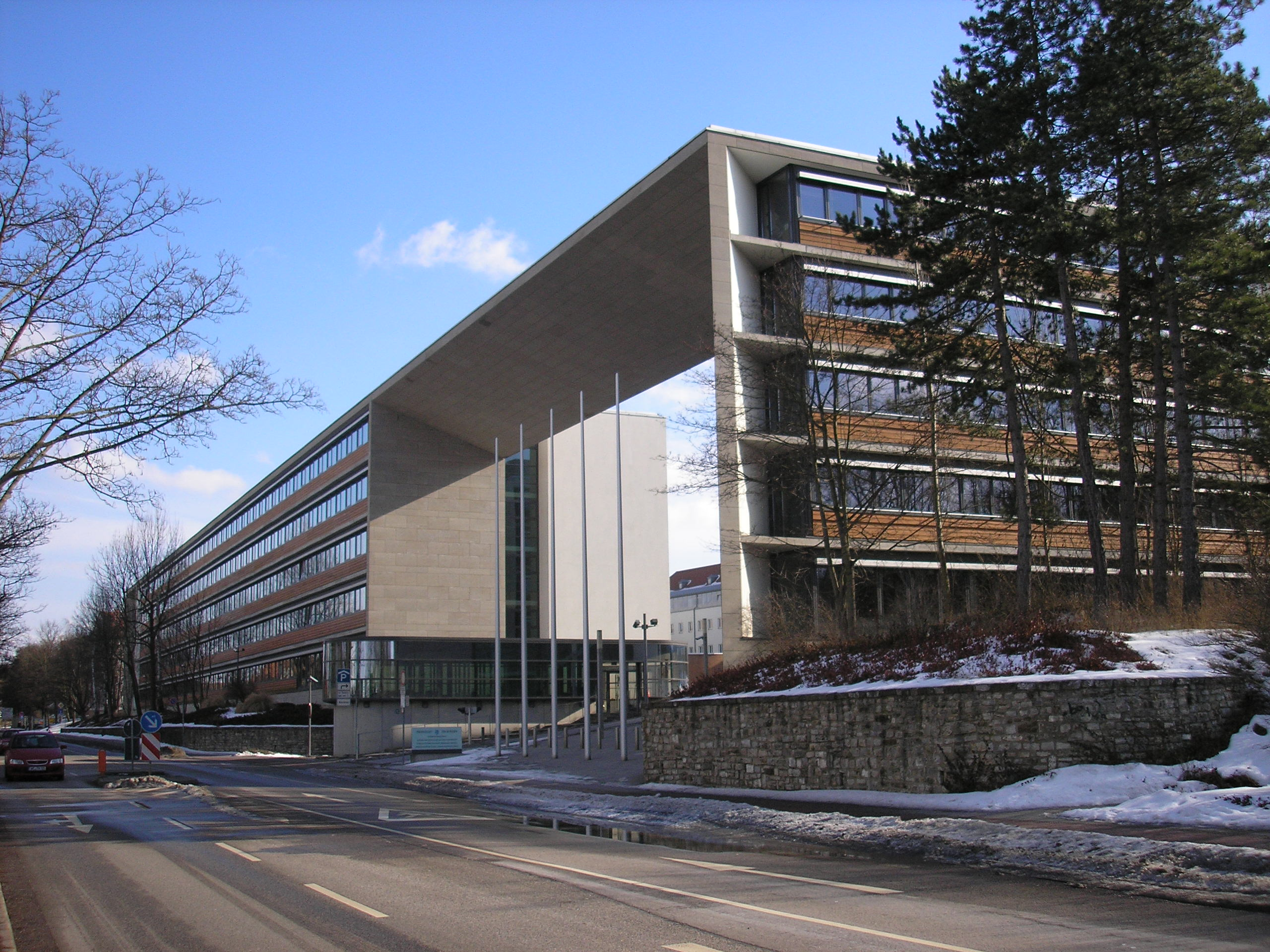
Komplex der Landesministerien
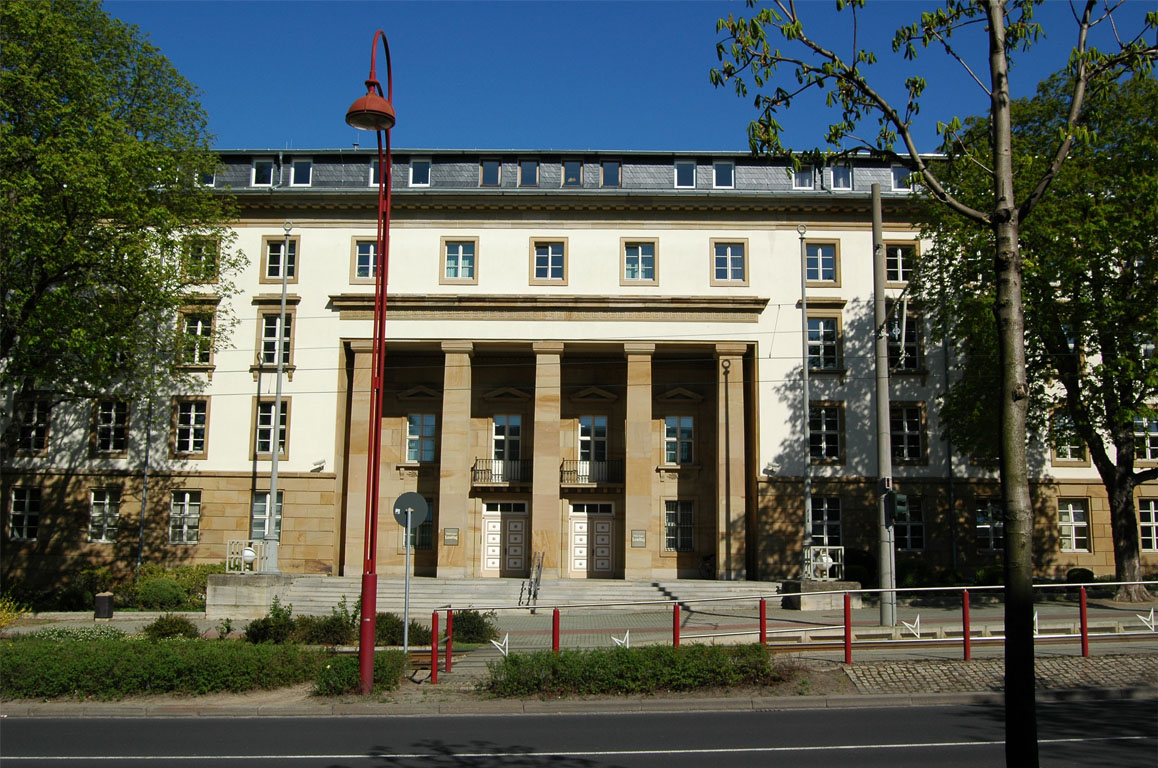
Portal des Landtags
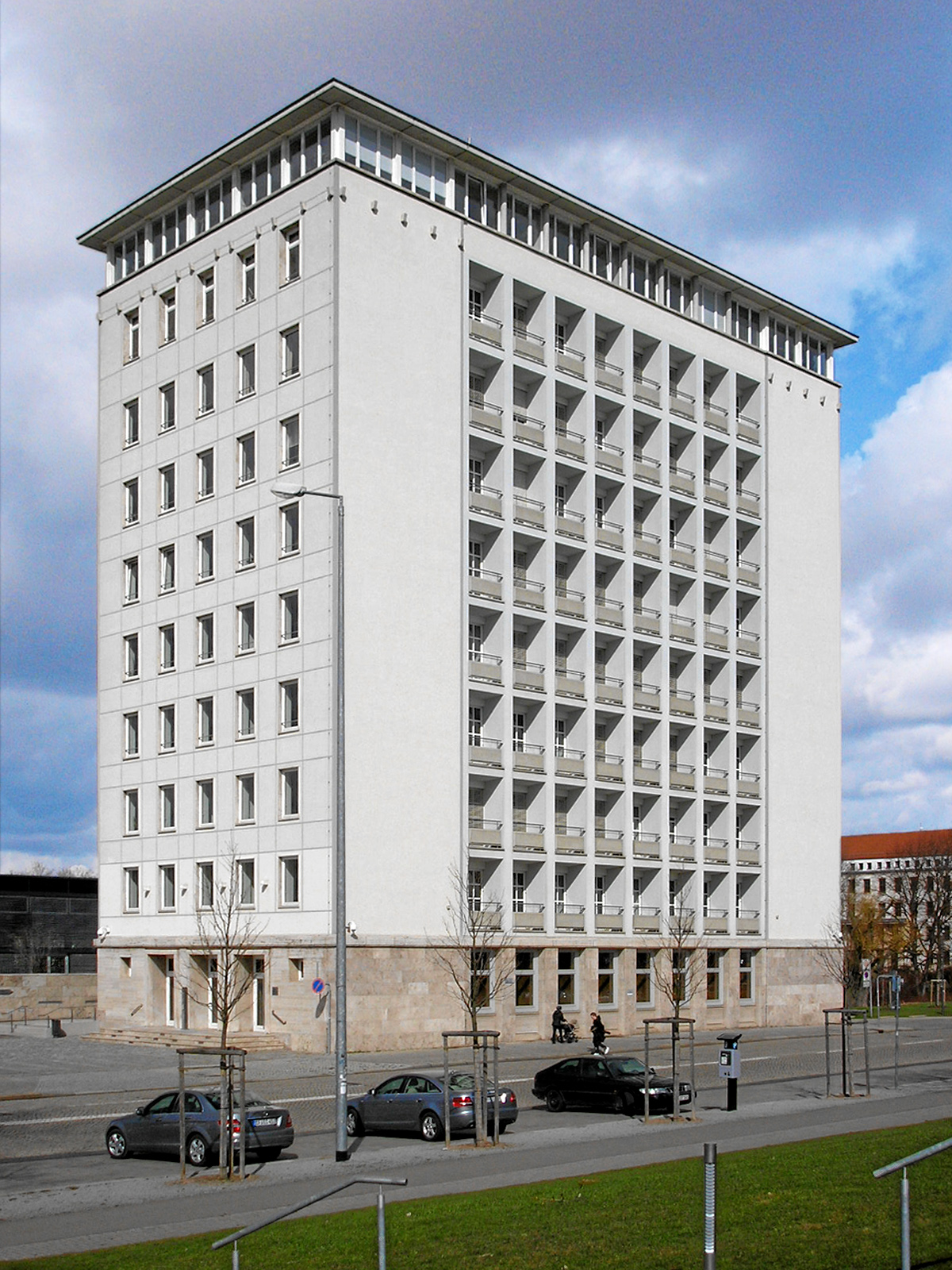
Hochhaus des Landtags
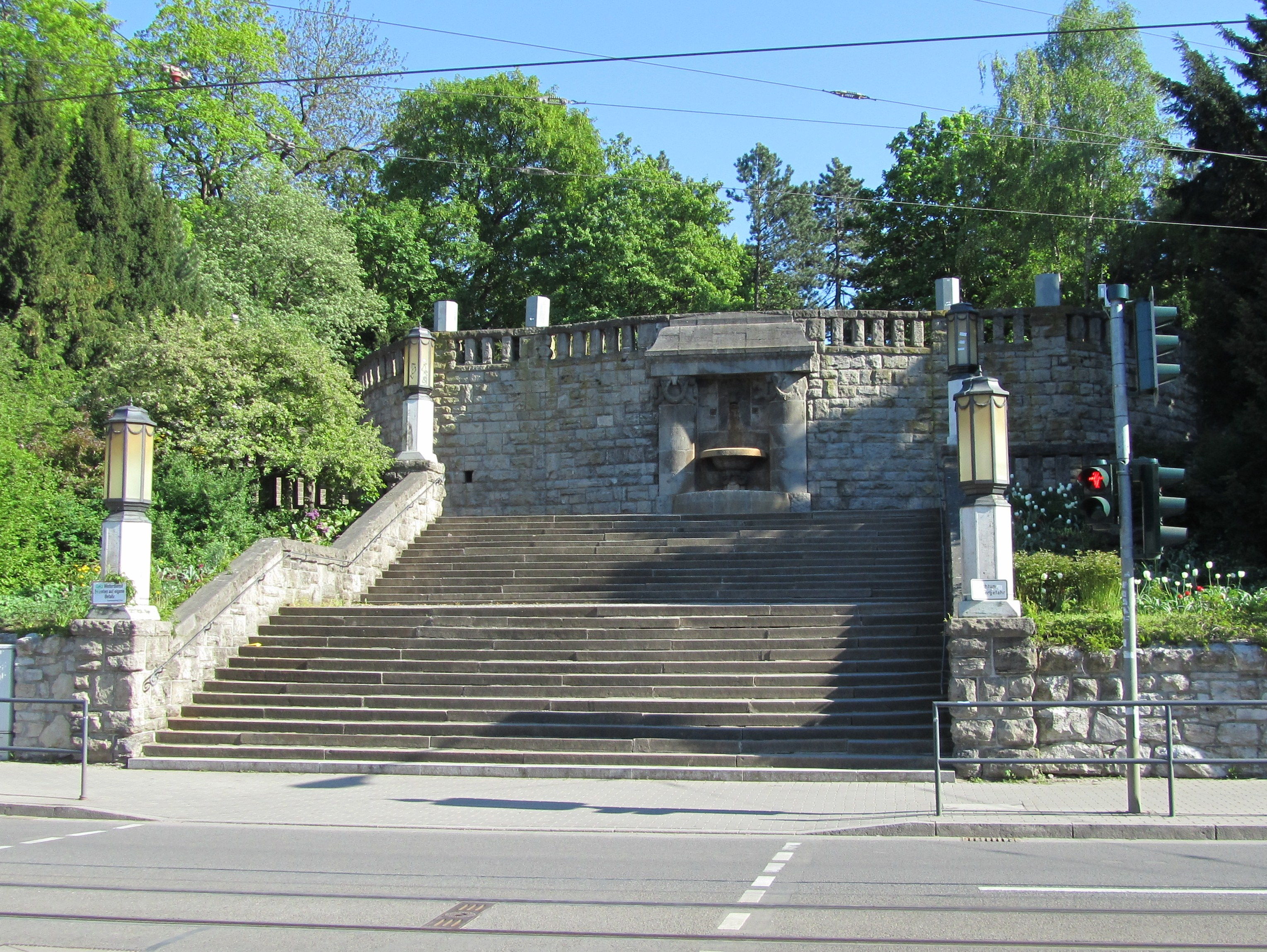
Blick auf die Daberstedter Schanze (Zugang zum Stadtpark)